# (15536) 2000 AG191
A (15536) 2000 AG191 egy kisbolygó a Naprendszerben. A LINEAR projekt keretében fedezték fel 2000. január 8-án.